# Tsander (cràter)
Tsander és un gran cràter d'impacte situat a la cara oculta de la Lluna. Al costat de la vora exterior sud-est hi ha el cràter més jove Kibal'chich. Cap al nord-oest es troba Dirichlet, i a nord-est Artem'ev.

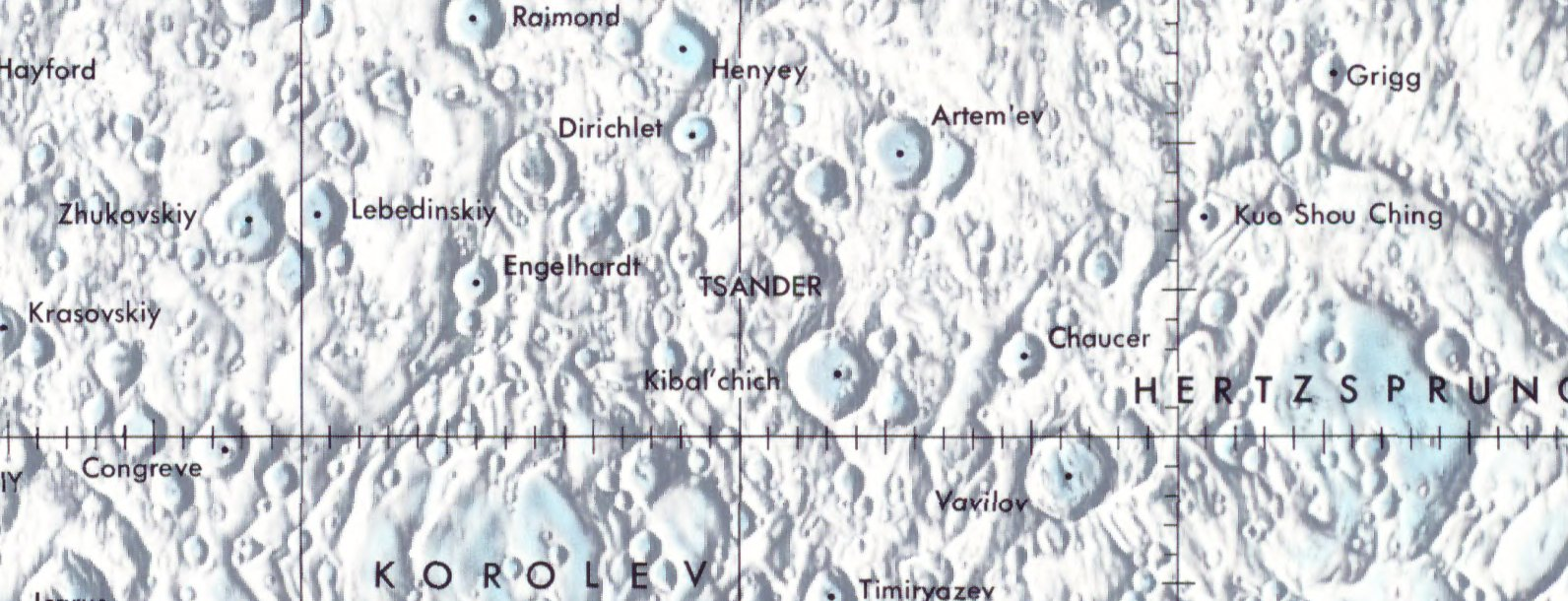
Localització de Tsander (centre de la imatge)
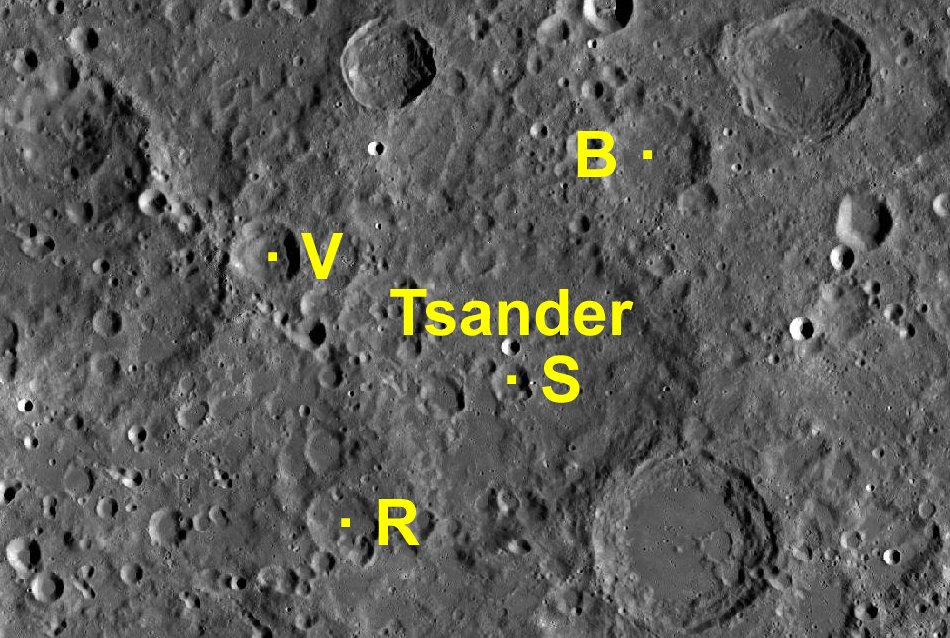
Cràters satèl·lit

Es tracta d'una formació de cràters molt desgastada, amb una vora exterior que s'ha convertit en un una successió vagament circular i irregular d'elevacions, a causa de l'erosió d'impactes massius. Presenta una protuberància cap al sud-sud-oest, i un cràter més petit travessa la vora en el sector oest-nord-oest. El sòl interior té crestes baixes i àrees irregulars, molt probablement com a resultat de grans dipòsits d'ejecció. Un grup de petits cràters jeu prop del punt mig de la plataforma interior, amb els desgastats restes d'un parell d'impactes més antics situats al nord i a l'oest.

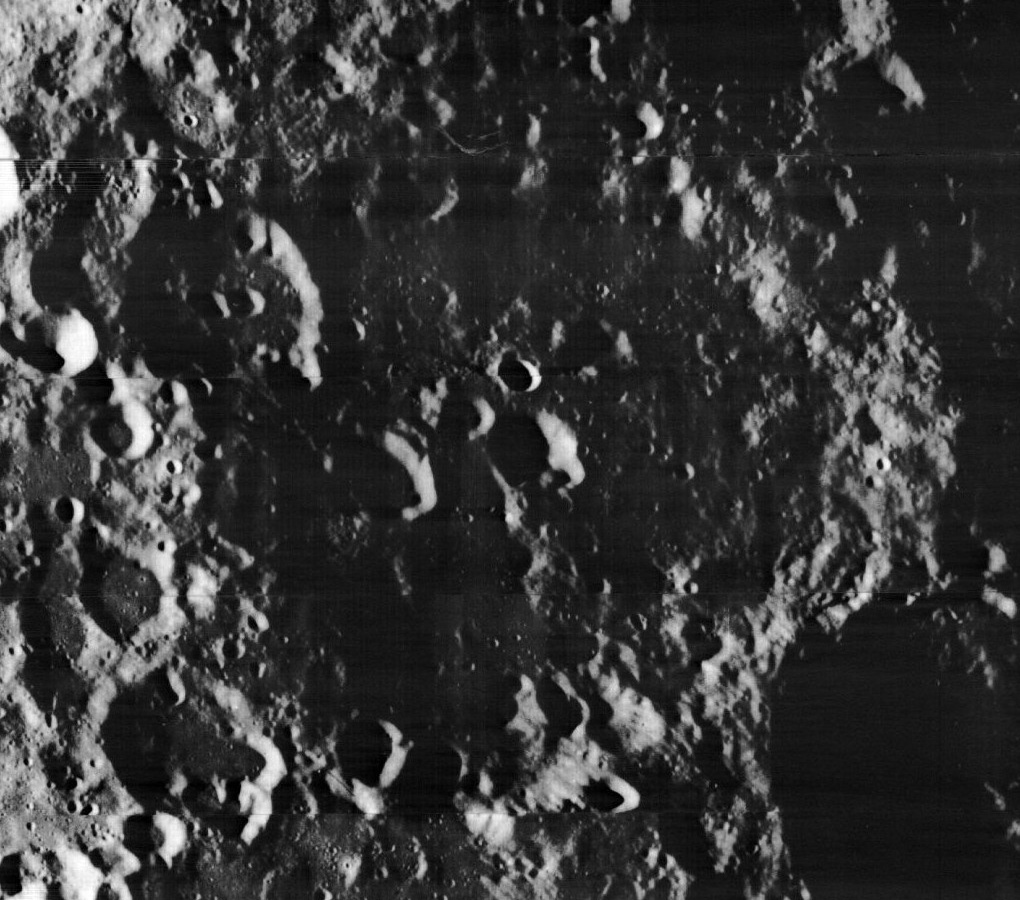
Imatge de la missió Lunar Orbiter 1
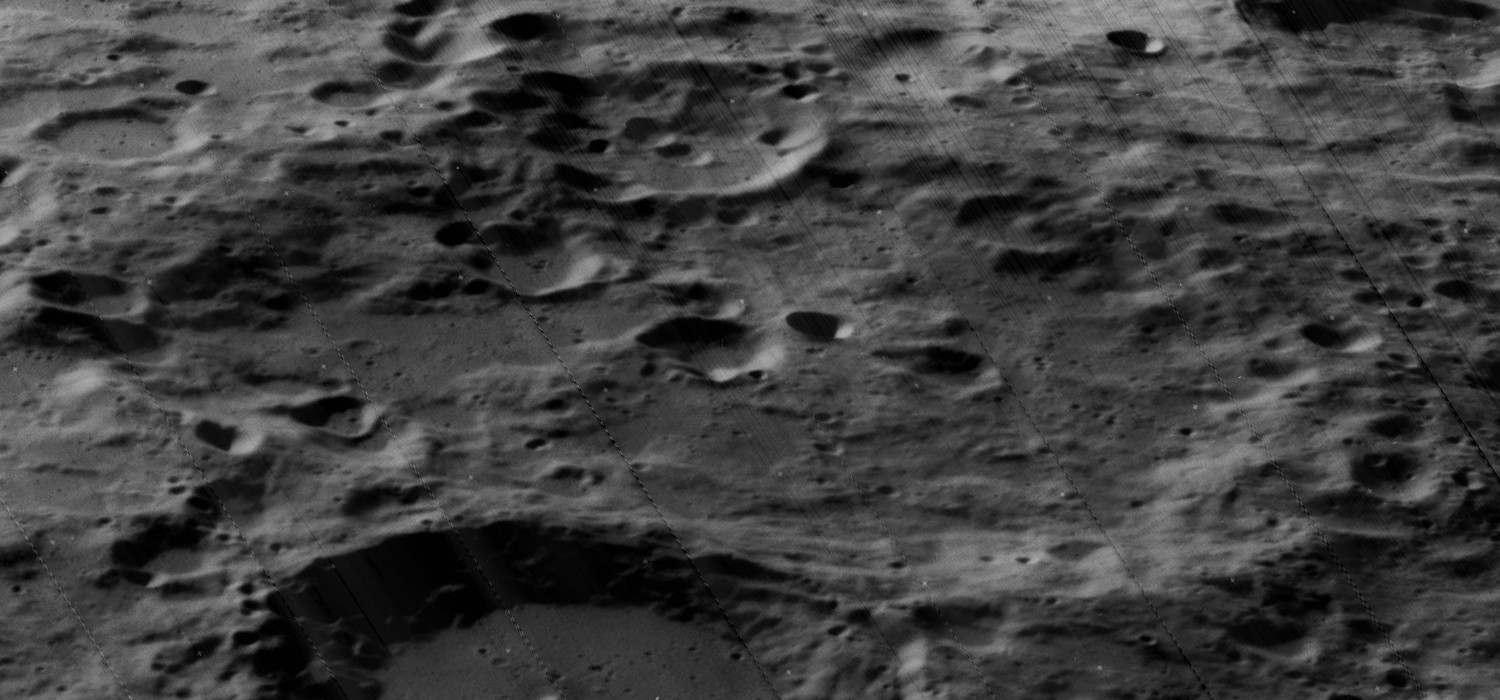
Imatge de la missió Lunar Orbiter 5

Tsander es troba al sud-est de la Conca Dirichlet-Jackson.

## Cràters satèl·lit
Per convenció aquests elements són identificats en els mapes lunars posant la lletra en el costat del punt central del cràter que està més proper a Tsander.
| Tsander | Coordenades                            | Diàmetre |
| ------- | -------------------------------------- | -------- |
| B       | 9° 01′ N, 147° 41′ O / 9.01°N,147.68°O | 55 km    |
| R       | 3° 03′ N, 152° 49′ O / 3.05°N,152.81°O | 34 km    |
| S       | 5° 21′ N, 150° 02′ O / 5.35°N,150.04°O | 18 km    |
| V       | 7° 28′ N, 154° 05′ O / 7.46°N,154.08°O | 35 km    |